# AV-8B Harrier II
AV-8B Harrier II este un avion de tip V/STOVL (Vertical/ Short Take Off and Vertical Landing) construit de firma americană Boeing.